# Sinduria
Sinduria (en hindi: সিন্দুরিয়া ) es una localidad de la India, en el distrito de Garhwa, estado de Jharkhand.

## Geografía
Se encuentra a una altitud de 237 m s. n. m. a 260 km de la capital estatal, Ranchi, en la zona horaria UTC +5:30.

## Demografía
Según estimación 2010 contaba con una población de 7 062 habitantes.